# Washingtonia filifera
Washingtonia filifera, popularmente chamada palmeira-de-saia, palmeira-de-saia-da-califórnia, palmeira-da-califórnia ou washingtônia-de-saia, é uma espécie arbórea da família das Arecaceae. Juntamente com a Phoenix canariensis e a Phoenix dactylifera, é uma das principais espécies de palmeira utilizadas para jardinagem em climas mediterrâneos.
Tem sua origem nas áreas subdesérticas da Califórnia. Em boas condições para seu crescimento, pode atingir até 23 metros de altura (algumas inclusive chegam a 30 metros). As condições ideais são os verões quentes, mas no inverno tem uma relativa resistência ao frio, já que pode suportar geadas de curta duração de até 10 graus negativos.

## Referências

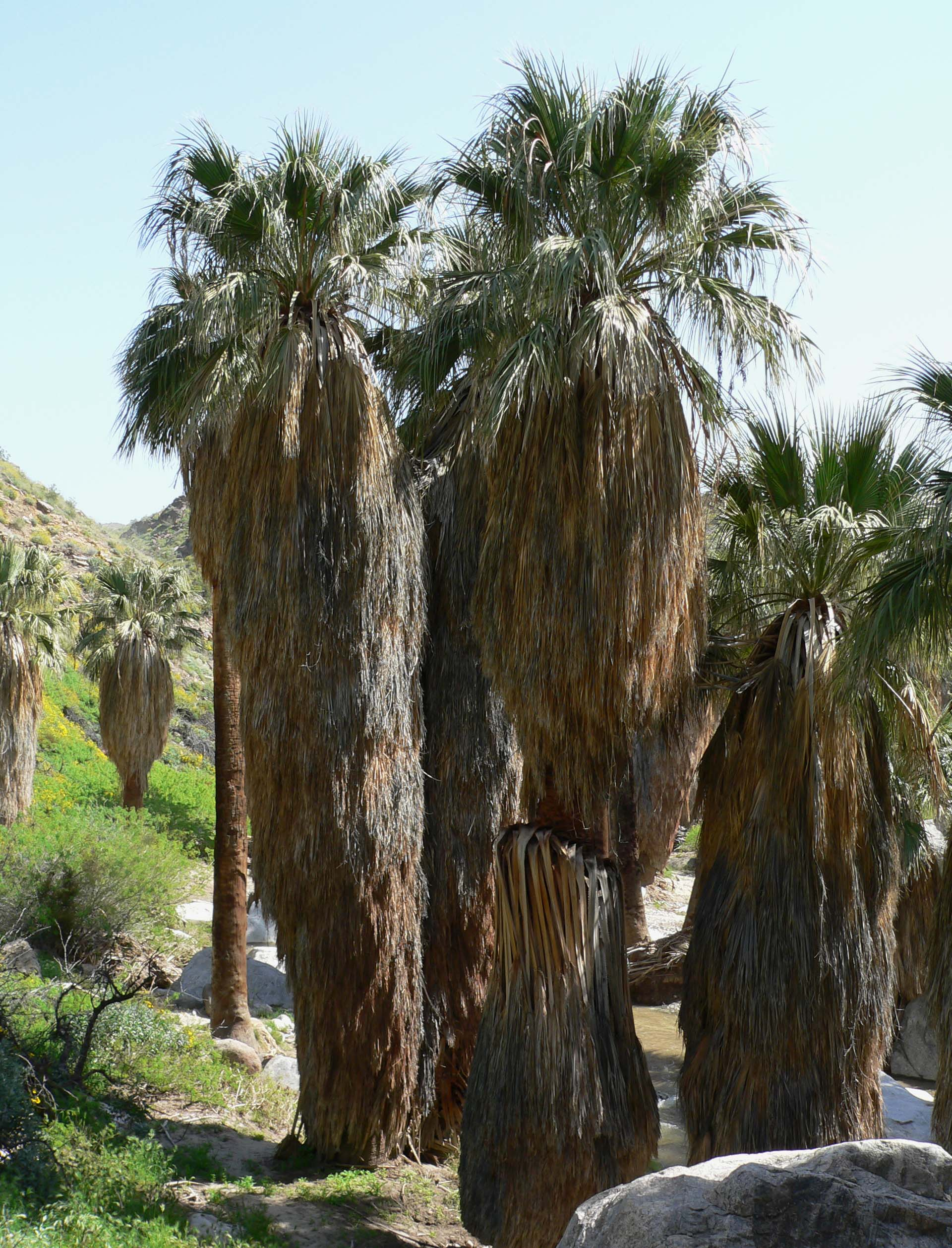
Washington filifera na Califórnia.